# Goya/Bester Nebendarsteller

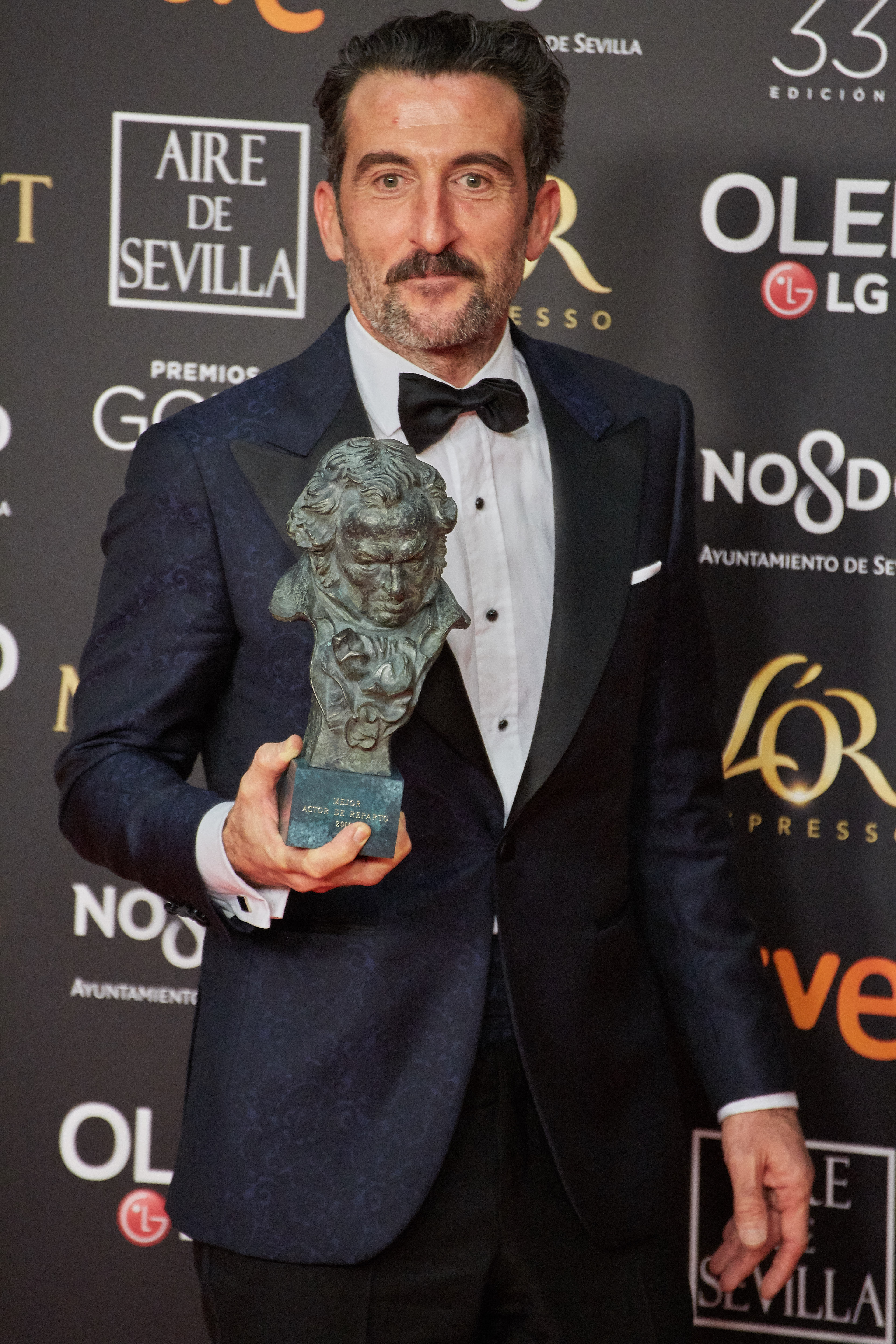
Der Preisträger von 2019 und 2023: Luis Zahera

Gewinner und Nominierte für den spanischen Filmpreis Goya in der Kategorie Bester Nebendarsteller (Mejor actor de reparto, auch Mejor interpretación masculina de reparto) seit der ersten Verleihung im Jahr 1987. Ausgezeichnet werden die besten Schauspieler einheimischer Filmproduktionen (auch spanische Koproduktionen) des jeweils vergangenen Jahres.
Nicht-spanischsprachige Schauspieler, die eine Nominierung erhielten, waren Ewan McGregor (2013 für The Impossible), Tim Robbins (2016 für A Perfect Day) und Bill Nighy (2018 für Der Buchladen der Florence Green).
| Statistik                          | Name                       | Anzahl | Jahr                                      |
| ---------------------------------- | -------------------------- | ------ | ----------------------------------------- |
| Häufigste Auszeichnungen           | Juan Diego                 | 2      | 1992, 2000                                |
| Häufigste Auszeichnungen           | Eduard Fernández           | 2      | 2004, 2020                                |
| Häufigste Auszeichnungen           | Emilio Gutiérrez Caba      | 2      | 2001, 2002                                |
| Häufigste Auszeichnungen           | Karra Elejalde             | 2      | 2011, 2015                                |
| Häufigste Auszeichnungen           | Luis Zahera                | 2      | 2019, 2023                                |
| Häufigste Nominierungen (* = Sieg) | Antonio de la Torre Martín | 7      | 2007*, 2013, 2014, 2015, 2018, 2019, 2025 |
| Häufigste Nominierungen (* = Sieg) | Juan Diego                 | 6      | 1992*, 2000*, 2001, 2004, 2005, 2012      |
| Häufigste Nominierungen (* = Sieg) | Eduard Fernández           | 6      | 2002, 2004*, 2011, 2015, 2019, 2020*      |
| Häufigste Nominierungen ohne Sieg  | Agustín González           | 4      | 1987, 1988, 1995, 1999                    |

Die unten aufgeführten Filme werden mit ihrem deutschen Verleihtitel (sofern vorhanden) angegeben, danach folgt in Klammern in kursiver Schrift der spanische Originaltitel.

## 1980er Jahre
1987
Miguel Rellán – Tata mía
- Antonio Banderas – Matador (Matador)
- Agustín González – Mambrú se fue a la guerra

1988
Juan Echanove – Divinas palabras
- Agustín González – Moros y cristianos
- Pedro Ruiz – Moros y cristianos

1989
José Sazatornil – Das Ohrläppchen des Diktators (Espérame en el cielo)
- Ángel de Andrés López – Tödliche Therapie (Bâton Rouge)
- José Luis Gómez – Remando al viento
- Guillermo Montesinos – Frauen am Rande des Nervenzusammenbruchs (Mujeres al borde de un ataque de nervios)
- Jorge Sanz – El Lute II: Mañana seré libre

## 1990er Jahre
1990
Adolfo Marsillach – Esquilache
- Juan Echanove – El vuelo de la paloma
- Juan Luis Galiardo – El vuelo de la paloma
- Fernando Guillén – La noche oscura
- Manuel Huete – El vuelo de la paloma
- Enrique San Francisco – El baile del pato

1991
Gabino Diego – Ay Carmela! – Lied der Freiheit (¡Ay, Carmela!)
- Juan Echanove – A solas contigo
- Francisco Rabal – Fessle mich! (¡Átame!)

1992
Juan Diego – Der verblüffte König (El rey pasmado)
- Javier Gurruchaga – Der verblüffte König (El rey pasmado)
- José Luis Gómez – Beltenebros

1993
Fernando Fernán Gómez – Belle Epoque (Belle epoque)
- Gabino Diego – Belle Epoque (Belle epoque)
- Enrique San Francisco – Orquesta Club Virginia

1994
Fernando Valverde – Sombras en una batalla
- Juan Echanove – Mein Seelenbruder (Mi hermano del alma)
- Javier Gurruchaga – Tirano Banderas

1995
Javier Bardem – Deine Zeit läuft ab, Killer (Días contados)
- Agustín González – Los peores años de nuestra vida
- Óscar Ladoire – Alegre ma non troppo

1996
Luis Ciges – Así en el cielo como en la tierra
- Fernando Guillén Cuervo – Boca A Boca (Boca a boca)
- Federico Luppi – La ley de la frontera

1997
Luis Cuenca – La buena vida
- Jordi Mollà – La celestina
- Nancho Novo – La celestina

1998
José Sancho – Live Flesh – Mit Haut und Haar (Carne trémula)
- Antonio Valero – El color de las nubes
- Juan Jesús Valverde – Las ratas

1999
Tony Leblanc – Torrente – Der dumme Arm des Gesetzes (Torrente, el brazo tonto de la ley)
- Francisco Algora – Barrio
- Agustín González – El abuelo
- Jorge Sanz – Das Mädchen deiner Träume (La niña de tus ojos)

## 2000er Jahre
2000
Juan Diego – París Tombuctú
- Álex Angulo – Muertos de risa
- José Coronado – Goya (Goya en Burdeos)
- Mario Gas – Amigo / amado

2001
Emilio Gutiérrez Caba – Allein unter Nachbarn – La comunidad (La comunidad)
- Luis Cuenca – Obra maestra
- Juan Diego – You’re the One (una historia de entonces)
- Iñaki Miramón – You’re the One (una historia de entonces)

2002
Emilio Gutiérrez Caba – El cielo abierto
- Antonio Dechent – Intacto (Intacto)
- Eduard Fernández – Son de mar (Son de mar)
- Gael García Bernal – Sin noticias de Dios

2003
Luis Tosar – Montags in der Sonne (Los lunes al sol)
- José Coronado – La caja 507
- Carlos Hipólito – Historia de un beso
- Alberto San Juan – Bedside Stories (El otro lado de la cama)

2004
Eduard Fernández – En la Ciudad – In der Stadt (En la ciudad)
- Joan Dalmau – Soldados de Salamina
- Juan Diego – Die Torremolinos Homevideos (Torremolinos 73)
- José Luis Gómez – La luz prodigiosa

2005
Celso Bugallo – Das Meer in mir (Mar adentro)
- Juan Diego – El séptimo día
- Unax Ugalde – Héctor
- Luis Varela – Ein ferpektes Verbrechen (Crimen ferpecto)

2006
Carmelo Gómez – Die Methode – El Método (El método)
- Javier Cámara – Das geheime Leben der Worte (La vida secreta de las palabras)
- Fernando Guillén – Otros días vendrán
- Enrique Villén – Ninette

2007
Antonio de la Torre Martín – Dunkelblaufastschwarz (AzulOscuroCasiNegro)
- Juan Diego Botto – Vete de mí
- Juan Echanove – Alatriste
- Leonardo Sbaraglia – Salvador – Kampf um die Freiheit (Salvador (Puig Antich))

2008
José Manuel Cervino – Las 13 rosas
- Raúl Arévalo – Siete mesas de billar francés
- Emilio Gutiérrez Caba – Susos Turm (La torre de Suso)
- Carlos Larrañaga – Luz de domingo
- Julián Villagrán – Bajo las estrellas

2009
Jordi Dauder – Camino
- Fernando Tejero – Chefs Leckerbissen (Fuera de carta)
- José Ángel Egido – Los girasoles ciegos
- José María Yazpik – Las Bandidas – Kann Rache schön sein! (Solo quiero caminar)

## 2010er Jahre
2010
Raúl Arévalo – Gordos – Die Gewichtigen (Gordos)
- Carlos Bardem – Zelle 211 – Der Knastaufstand (Celda 211)
- Ricardo Darín – El baile de la Victoria
- Antonio Resines – Zelle 211 – Der Knastaufstand (Celda 211)

2011
Karra Elejalde – Und dann der Regen (También la lluvia)
- Eduard Fernández – Biutiful
- Sergi López – Pa negre
- Álex Angulo – El gran Vázquez

2012
Lluís Homar – Eva
- Juanjo Artero – No habrá paz para los malvados
- Juan Diego – 23-F: La película
- Raúl Arévalo – Primos

2013
Julián Villagrán – Kings of the City (Grupo 7)
- Ewan McGregor – The Impossible (Lo imposible)
- Josep Maria Pou – Blancanieves
- Antonio de la Torre Martín – Invader (Invasor)

2014
Roberto Álamo – La gran familia española
- Carlos Bardem – Scorpion: Brother. Skinhead. Fighter. (Alacrán enamorado)
- Juan Diego Botto – Ismael
- Antonio de la Torre Martín – La gran familia española

2015
Karra Elejalde – 8 Namen für die Liebe (Ocho apellidos vascos)
- Eduard Fernández –  El Niño – Jagd vor Gibraltar (El Niño)
- Antonio de la Torre Martín – La isla mínima – Mörderland (La isla mínima)
- José Sacristán – Magical Girl

2016
Javier Cámara – Freunde fürs Leben (Truman)
- Felipe García Vélez – A cambio de nada
- Manolo Solo – B, la película
- Tim Robbins – A Perfect Day

2017
Manolo Solo – Tarde para la ira
- Karra Elejalde – 100 metros
- Javier Gutiérrez – El Olivo – Der Olivenbaum (El Olivo)
- Javier Pereira – Die Morde von Madrid (Que Dios nos perdone)

2018
David Verdaguer – Fridas Sommer (Estiu 1993)
- Antonio de la Torre Martín – El Autor (El autor)
- José Mota – Abracadabra
- Bill Nighy – Der Buchladen der Florence Green (The Bookshop)

2019
Luis Zahera – Macht des Geldes (El reino)
- Antonio de la Torre Martín – Tage wie Nächte (La noche de 12 años)
- Eduard Fernández – Offenes Geheimnis (Todos lo saben)
- Juan Margallo – Wir sind Champions (Campeones)

## 2020er Jahre
2020
Eduard Fernández – Mientras dure la guerra
- Luis Callejo – Intemperie
- Asier Etxeandia – Leid und Herrlichkeit (Dolor y gloria)
- Leonardo Sbaraglia – Leid und Herrlichkeit (Dolor y gloria)

2021
Alberto San Juan – Sentimental
- Juan Diego Botto – Los europeos
- Álvaro Cervantes – Adú
- Sergi López – Rosas Hochzeit (La boda de Rosa)

2022
Urko Olazabal – Maixabel – Eine Geschichte von Liebe, Zorn und Hoffnung (Maixabel)
- Fernando Albizu – Der perfekte Chef (El buen patrón)
- Celso Bugallo – Der perfekte Chef (El buen patrón)
- Manolo Solo – Der perfekte Chef (El buen patrón)

2023
Luis Zahera – As bestas
- Diego Anido – As bestas
- Ramón Barea – Cinco lobitos
- Jesús Carroza – Modelo 77
- Fernando Tejero – Modelo 77

2024
José Coronado – Cerrar los ojos
- Alex Brendemühl – Creatura
- Martxelo Rubio – 20.000 Arten von Bienen (20.000 especies de abejas)
- Hugo Silva – Un amor
- Juan Carlos Vellido – Bajo terapia

2025
Salva Reina – El 47
- Enric Auquer – Casa en flames
- Óscar de la Fuente – La casa
- Antonio de la Torre Martín – Los destellos
- Luis Tosar – La infiltrada